# Rockefeller Center
Il Rockefeller Center è un gruppo di 19 edifici commerciali di New York, sito in Manhattan, che si affaccia sulla Fifth Avenue a pochi passi da Central Park in direzione sud. Costruito dalla famiglia di banchieri statunitensi Rockefeller, è uno dei più grandi complessi privati del suo genere al mondo.

## Storia
Il primo proprietario privato del sito fu il medico David Hosack, che acquistò venti ettari di terreno rurale da New York City nel 1801 e aprì il primo giardino botanico pubblico del paese, l'Elgin Botanic Garden, sul sito. I giardini operarono fino al 1811, e nel 1823 la proprietà era di proprietà della Columbia University. La Columbia spostò il suo campus principale a nord a Morningside Heights, nell'Upper Manhattan, all'inizio del secolo.
Nel 1926, il Metropolitan Opera iniziò a cercare sedi per un nuovo teatro dell'opera per sostituire l'edificio esistente tra la 39th Street e Broadway. Nel 1928, Benjamin Wistar Morris e il progettista Joseph Urban furono assunti per elaborare i progetti per il teatro. Tuttavia, il nuovo edificio era troppo costoso perché il Met potesse finanziarlo da solo, e John D. Rockefeller Jr. alla fine diede il suo supporto al progetto (John D. Rockefeller Sr., suo padre, non fu coinvolto). Rockefeller assunse Todd, Robertson e Todd come consulenti di progettazione per determinarne la fattibilità. John R. Todd presentò quindi un piano per il Met. La Columbia affittò il terreno a Rockefeller per 87 anni a un costo di 3 milioni di dollari all'anno, escludendo alcune proprietà sulla Fifth Avenue e una striscia sulla Sixth Avenue. Il costo iniziale per l'acquisizione dello spazio, la demolizione di alcuni edifici esistenti e la costruzione di nuovi edifici è stato stimato in 250 milioni di dollari.
Rockefeller assunse Corbett, Harrison & MacMurray; Hood, Godley & Fouilhoux; e Reinhard & Hofmeister per progettare gli edifici. Lavorarono sotto l'egida dell'"Associated Architects", quindi nessuno degli edifici poteva essere attribuito a uno studio specifico. Il principale costruttore e "agente di gestione" fu John R. Todd, uno dei co-fondatori di Todd, Robertson e Todd. L'architetto principale e leader dell'Associated Architects fu Raymond Hood, uno studente del movimento architettonico Art Déco. Tra gli altri architetti figuravano Harvey Wiley Corbett e Wallace Harrison. L. Andrew Reinhard e Henry Hofmeister erano stati assunti da John Todd come "architetti a noleggio", che progettarono le planimetrie del complesso.
Dopo il crollo della borsa del 1929, la Metropolitan Opera non poteva più permettersi di traslocare. Dopo che i piani dell'opera furono cancellati il 6 dicembre 1929, Rockefeller negoziò rapidamente con la Radio Corporation of America (RCA) e le sue sussidiarie, la National Broadcasting Company (NBC) e la Radio-Keith-Orpheum (RKO), per costruire un complesso di intrattenimento multimediale sul sito.

### Costruzione
Per il progetto, 228 edifici sul sito furono rasi al suolo e circa 4.000 inquilini furono trasferiti. La demolizione delle proprietà iniziò nel 1930. Tutti i contratti di locazione degli edifici erano stati acquistati entro agosto 1931, sebbene ci fossero alcuni inquilini sui bordi occidentali e sud-orientali del lotto che si rifiutarono di lasciare la loro proprietà, e il Rockefeller Center fu costruito attorno a questi edifici. Gli scavi del lato della Sesta Avenue del complesso iniziarono nel luglio 1931, e la costruzione dei primi edifici, il Radio City Music Hall e il Center Theatre, iniziò più tardi quello stesso anno.

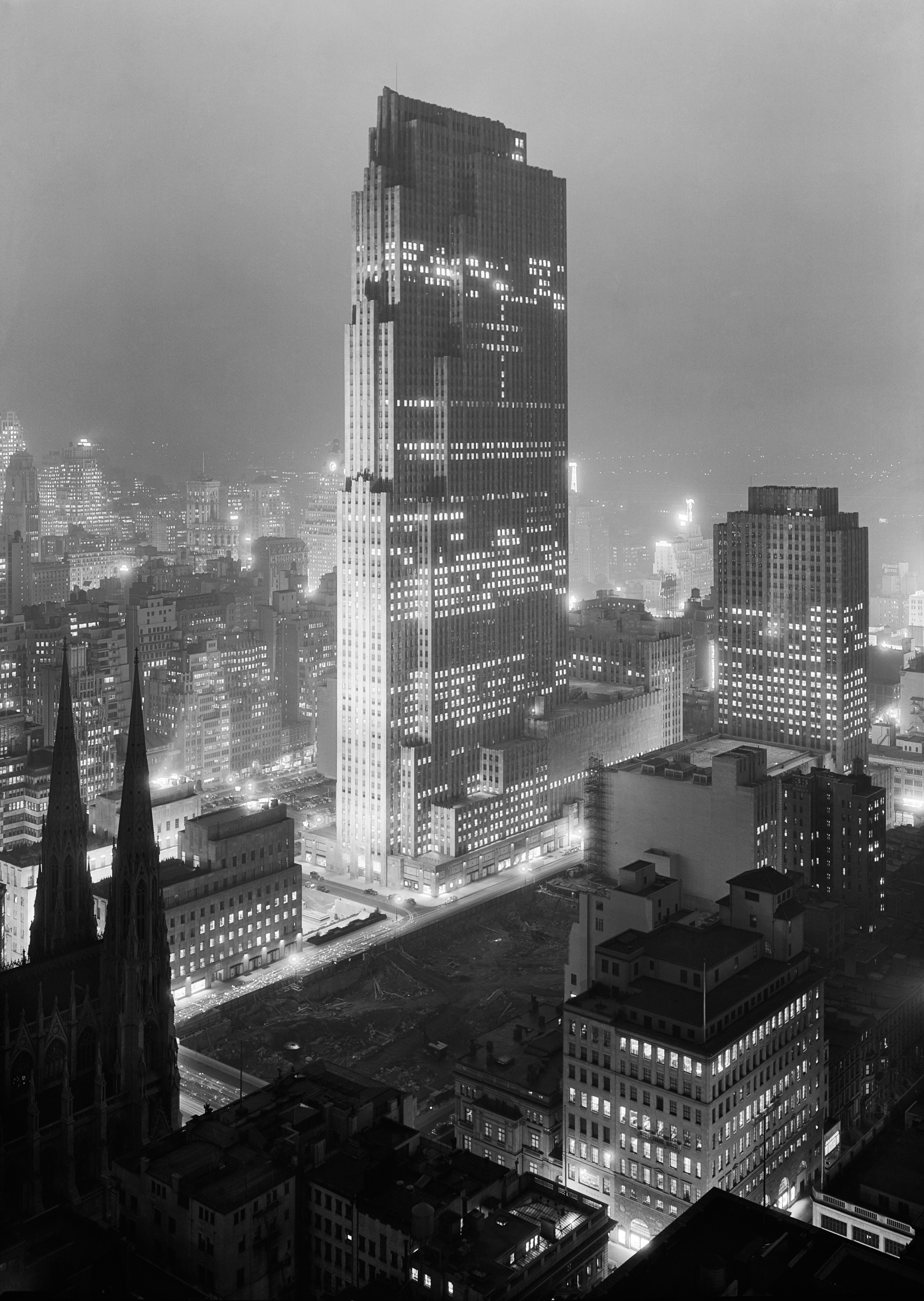
Progressi dei lavori nel 1933

L'RKO Building fu la prima struttura ad essere completata, nel settembre 1932, seguito dal Music Hall nel dicembre 1932 e dal British Empire Building nell'aprile 1933.
I lavori per la costruzione di altri due edifici commerciali a tema internazionale e di un edificio più grande, di 38 piani e 156 m di altezza, "International Building", iniziarono nel settembre del 1934. Uno dei due piccoli edifici era già affittato a interessi italiani. L'ultimo piccolo edificio sarebbe stato affittato dalla Germania, ma Rockefeller lo escluse nel 1934 dopo aver notato l'estremismo nazionalsocialista nel governo del paese.
L'edificio Time & Life di 36 piani, che prende il nome dall'inquilino principale Time Inc., fu completato nel novembre 1936, sostituendo un lotto vuoto nel blocco meridionale che era stato utilizzato per il parcheggio dei veicoli. Undici edifici erano stati completati entro il 1937 per un costo totale di oltre 100 milioni di dollari. Un edificio per l'Associated Press sul lotto vuoto del blocco settentrionale, che era stato riservato al Metropolitan Opera House, fu completato entro giugno 1938 e occupato entro dicembre di quell'anno.

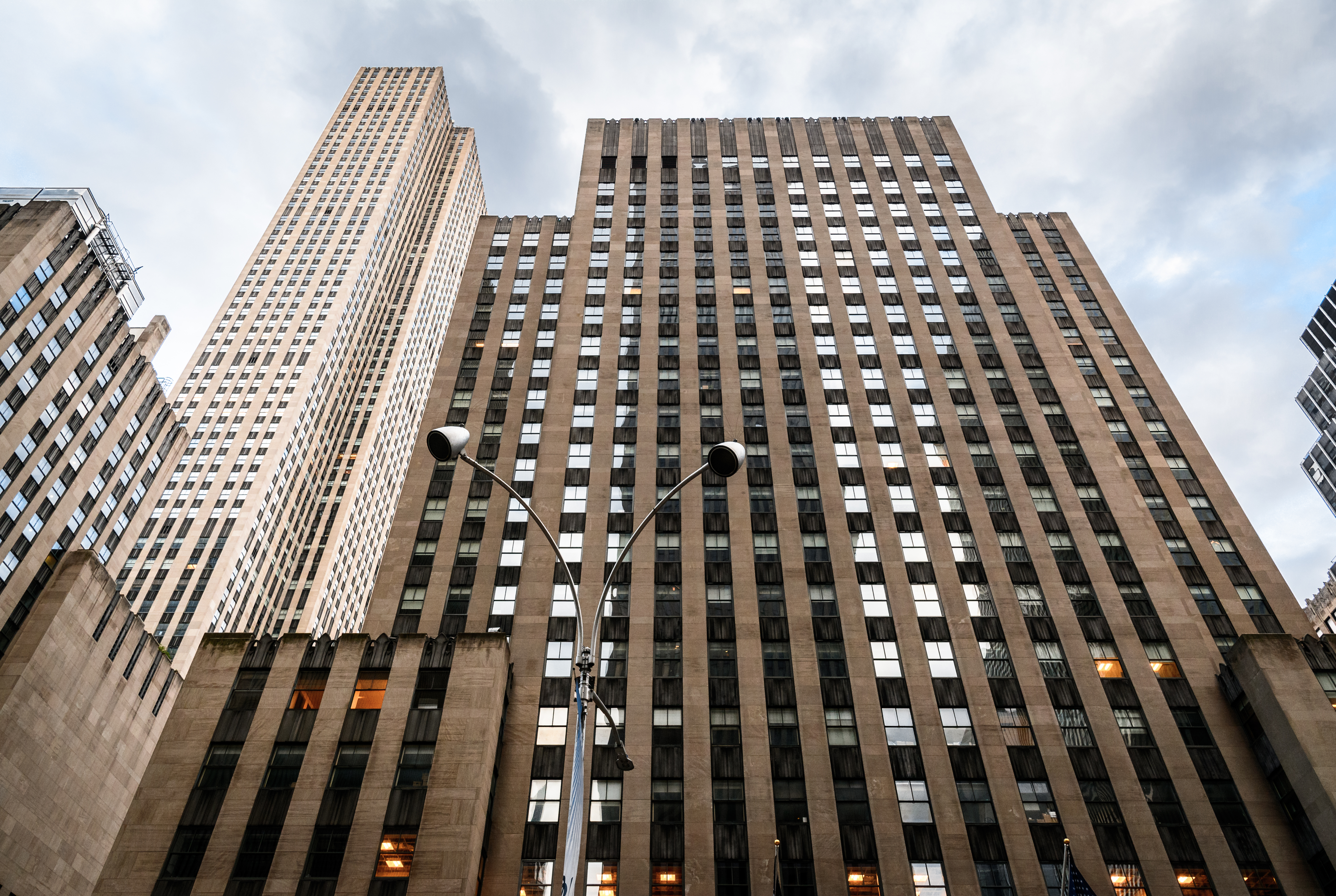
1230 Avenue of the Americas (originariamente U.S. Rubber Company Building) è la struttura più recente del complesso originale.

Un edificio di 16 piani proposto al centro dell'isolato più a sud fu affittato alla Eastern Air Lines nel giugno 1940. Gli scavi iniziarono nell'ottobre 1938 e l'edificio fu completato nell'aprile 1939. Allo stesso tempo, la Rockefeller Center Inc. voleva sviluppare la metà occidentale del lotto meridionale, che era parzialmente occupata dal Center Theatre. La United States Rubber Company accettò di occupare il lotto, e gli scavi del sito dell'edificio della U.S. Rubber Company iniziarono nel maggio 1939. John Rockefeller installò l'ultimo rivetto cerimoniale dell'edificio il 1 novembre 1939, segnando il completamento del complesso originale.
La costruzione del progetto impiegò tra 40.000 e 60.000 persone. Il complesso fu il più grande progetto edilizio privato mai intrapreso in epoca contemporanea. La storica dell'architettura Carol Herselle Krinsky descrive il centro come "l'unico grande progetto edilizio privato permanente pianificato ed eseguito tra l'inizio della Depressione e la fine della Seconda Guerra Mondiale".

### Era della Seconda Guerra Mondiale
Anche prima che gli Stati Uniti entrassero ufficialmente in guerra nel 1941, il Rockefeller Center fu interessato dagli eventi bellici. Il governo olandese avrebbe dovuto occupare un quinto dello spazio al numero 10 di Rockefeller Plaza, ma non poté farlo a causa della Seconda Guerra Mondiale. Sette delle otto agenzie di viaggio del complesso dovettero trasferirsi altrove a causa della guerra e a William Rhodes Davis, un inquilino che spediva petrolio alla Germania nazista e all'Italia fascista, fu negato il rinnovo del contratto di locazione nel 1941. Dopo l'attacco a Pearl Harbor del 7 dicembre 1941, la Rockefeller Center Inc. rescisse tutti i contratti di locazione con inquilini tedeschi, italiani e giapponesi perché i loro rispettivi paesi comprendevano le potenze dell'Asse, contro cui gli Stati Uniti stavano combattendo. Le opere d'arte presenti a Palazzo d'Italia furono rimosse perché considerate fasciste, e la Rainbow Room fu chiusa al pubblico dal 1943 al 1950. Istruzioni per l'oscuramento e sacchi di sabbia per spegnere gli incendi furono collocati in tutto il complesso. Durante la guerra, la stanza 3603 dell'edificio RCA divenne la sede principale delle operazioni statunitensi del British Security Co-ordination dell'intelligence britannica, organizzato da William Stephenson.
Il Rockefeller Center divenne redditizio solo dopo il completamento dell'ultimo edificio del complesso originale. Il complesso aveva contratto un debito di 26 milioni di dollari entro il 1935, che era salito a 39 milioni di dollari entro il 1940. Tuttavia, il complesso era già affittato all'87% nel 1940 e l'anno successivo il Rockefeller Center era quasi completamente affittato, realizzando un profitto per la prima volta nella sua storia. Nel 1944, l'area affittabile esistente del complesso ammontava a 491.000 m², con il 99,7% dello spazio affittato.

### Espansione del dopoguerra

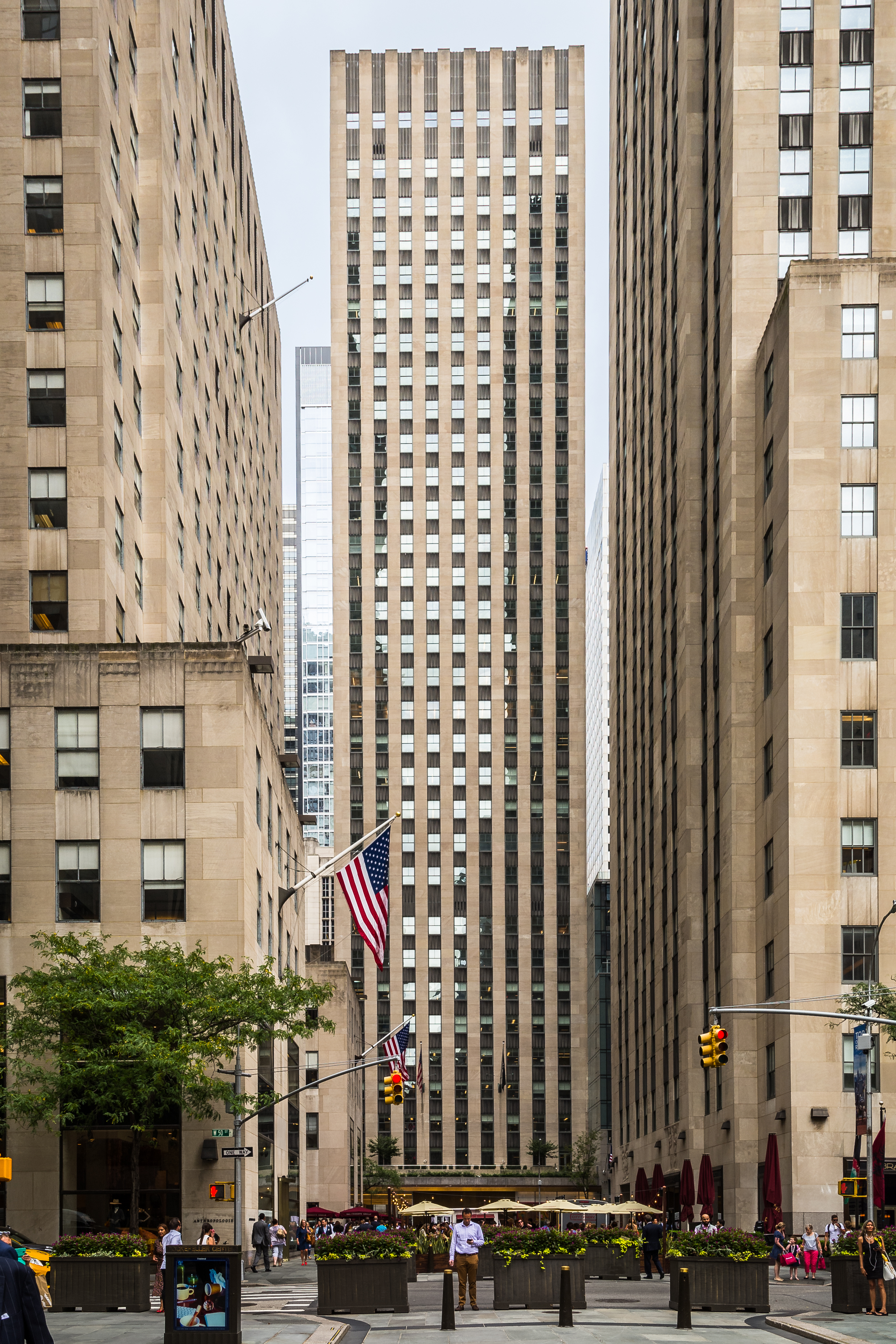
75 Rockefeller Plaza, costruito nel 1947

La Rockefeller Center Inc. aveva iniziato a lavorare ai piani per l'espansione del complesso durante la Seconda Guerra Mondiale, nonostante lo scoppio della guerra avesse bloccato quasi tutti i progetti di costruzione civile. Nel 1943, i gestori del complesso acquistarono terreni ed edifici su tre angoli di strada vicino al complesso.  La Rockefeller Center svelò i piani per l'espansione a sud-ovest e a nord nel 1944.
La Esso (ora Exxon) era uno degli inquilini che desideravano espandersi e la società comunicò che avrebbe costruito una propria torre per uffici se i gestori della Rockefeller Center non avessero costruito un edificio per loro. Fu assegnato loro un terreno all'estremità nord di Rockefeller Plaza. Nel febbraio del 1947, l'Esso Building in costruzione, all'estremità nord della proprietà esistente, divenne parte della Rockefeller Center dopo che la proprietà dell'edificio fu trasferita dalla Haswin Corporation alla Rockefeller Center, Inc. L'edificio fu completato il mese successivo.
Alcuni inquilini, come la Sinclair Oil Corporation, dichiararono di voler lasciare il complesso dopo la scadenza dei contratti di locazione nel 1962-1963, poiché gli edifici del complesso originale non erano dotati di aria condizionata, mentre i nuovi edifici adibiti a uffici sì. Poiché la Columbia University possedeva ancora il terreno sottostante il complesso, fu incaricata di installare l'aria condizionata negli edifici.

## Principali edifici
L'attuale complesso è una combinazione di due complessi edilizi e un edificio indipendente: 13 degli originali edifici per uffici Art Déco degli anni '30, un edificio di fronte alla 51ª Strada, costruito nel 1947, e un insieme di quattro torri in stile internazionale costruite lungo il lato ovest di Avenue of the Americas durante gli anni '60 e '70. Il centro si estende su 8,9 ettari in totale, con circa 1.600.000 m² di spazi per uffici.

### Edifici monumentali
Gli edifici monumentali comprendono 12 acri (49.000 m²) a Midtown, delimitati dalla Quinta e Sesta Avenue tra la 48ª e la 51ª Strada. Costruiti come un'unità coesa, gli edifici sono di proprietà di Tishman Speyer dal 2000. Gli edifici sono distribuiti su sei isolati, con tre isolati che si affacciano su ciascun viale. Questi sei isolati hanno le dimensioni di tre isolati standard. Una delle caratteristiche distintive degli edifici storici è la facciata in pietra calcarea dell'Indiana presente in tutte le 14 strutture, come specificato nei progetti originali.

#### Radio City

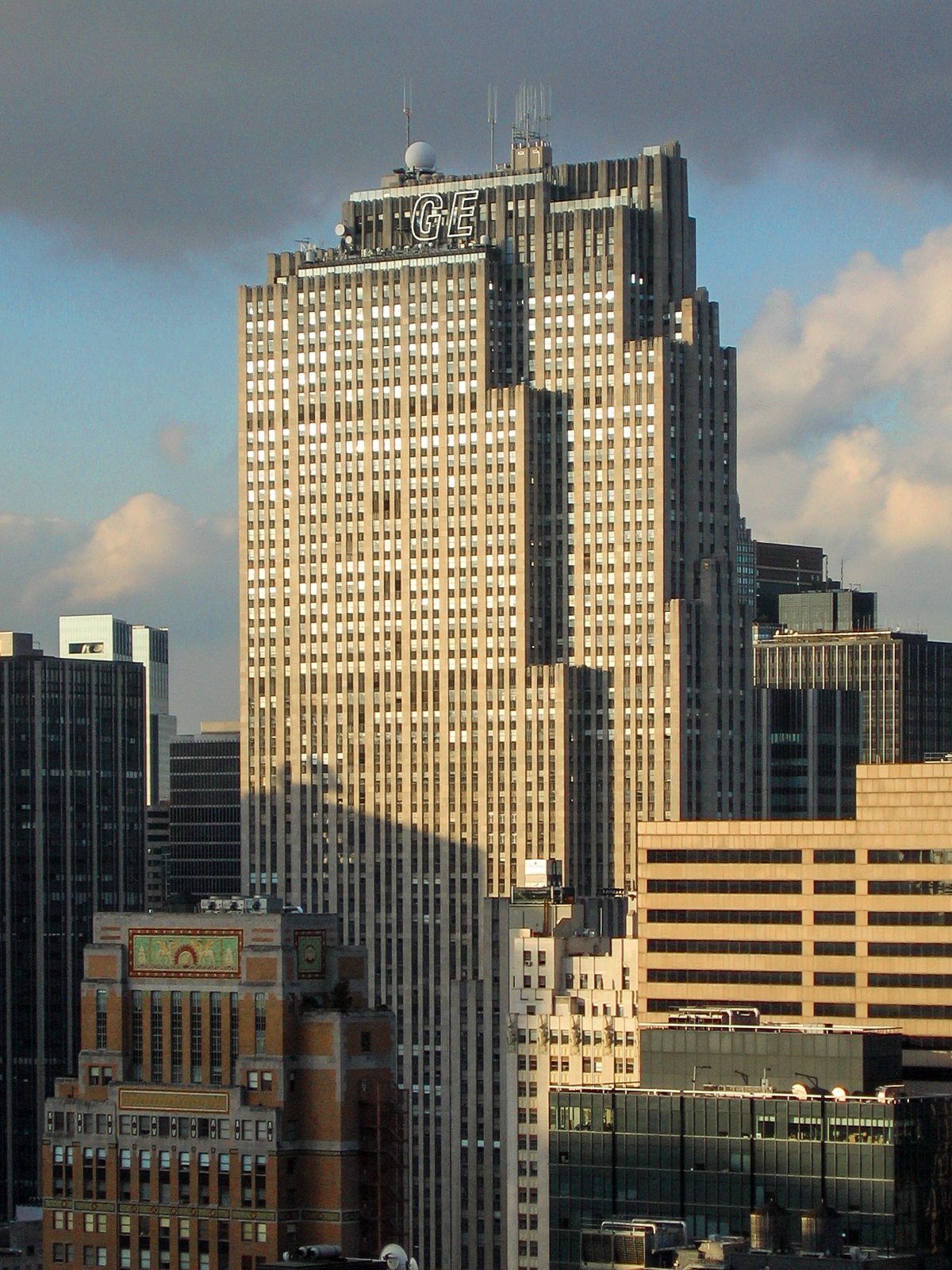
30 Rockefeller Plaza e la sua ex "GE" neon sign

Il lato est della Sesta Avenue, ufficialmente nota come Avenue of the Americas, ospita la maggior parte degli edifici costruiti appositamente per il complesso radiofonico progettato. Questi edifici, che compongono "Radio City", sono il 1230 di Avenue of the Americas, il 30 di Rockefeller Plaza, il Radio City Music Hall e il 1270 di Avenue of the Americas. L'idea di un complesso multimediale integrato nacque nel 1920, quando Owen D. Young, presidente della General Electric, la casa madre della RCA, suggerì che la RCA riunisse i suoi uffici, allora separati, in un'unica sede.
La metà occidentale dell'isolato più a sud del complesso, lungo la Sesta Avenue, tra la 48ª e la 49ª strada, ospita l'ex edificio della U.S. Rubber Company (ora Simon & Schuster Building) al 1230 di Avenue of the Americas. L'ultima struttura del complesso originale ad essere costruita, fu completata nel novembre 1939. L'edificio di 23 piani contiene due ali di 7 piani sui lati nord e sud. Fu ribattezzato Uniroyal nel 1967, e di nuovo Simon & Schuster nel 1976. 1230 Avenue of the Americas fu ampliato a est nel 1954 dopo che il Center Theatre adiacente fu demolito.
Il Center Theatre, al 1236 di Sixth Avenue, fu l'unica struttura del Rockefeller Center originale ad essere demolita. Originariamente chiamato "RKO Roxy Theatre", fu rinominato dopo che la Fox Theatres fece causa a Roxy Rothafel per i diritti di denominazione del vicino Roxy Theatre, che Rothafel aveva originariamente gestito. Il Center Theatre da 3.700 posti aveva una massa ridotta (forma generale) a causa delle restrizioni di altezza dell'epoca, che proibivano la costruzione sopra gli auditorium dei teatri.
L'isolato immediatamente a nord, sulla Sesta Avenue tra la 49a e la 50a strada, è occupato dal 30 Rockefeller Plaza e dalla sua annesso occidentale al 1250 della Sesta Avenue. L'edificio di 70 piani e 266 m è il fulcro dell'intero complesso e si trova sul lato orientale dell'isolato. Aperto nel 1933 come RCA Building, l'edificio è stato rinominato più volte, prima in GE Building nel 1988, dopo che la General Electric acquistò la RCA, e poi in Comcast Building nel 2014 dopo l'acquisto di NBCUniversal da parte della Comcast. Il 30 Rockefeller Plaza fu costruito come una struttura unica che occupava l'intero isolato tra Sixth Avenue e Rockefeller Plaza, e il suo design fu influenzato dal desiderio di John Todd che l'edificio sfruttasse i suoi diritti aerei al massimo del loro potenziale.
L'altro edificio sul blocco tra la 50a e la 51a strada è 1270 Avenue of the Americas, una struttura di 31 piani con una battuta d'arresto al sesto piano. Originariamente chiamato RKO Building per RKO Pictures, è stato costruito sopra il Music Hall, e condivide molti degli stessi dettagli architettonici esterni. La costruzione dell'edificio è iniziata nel 1931, e l'edificio è stato completato nel settembre 1932.

#### International Complex
L'International Complex si trova lungo la Fifth Avenue, con l'International Building di 41 piani e quattro strutture più piccole a tema nazionale con negozi al dettaglio. La torre e i due edifici commerciali a sud furono progettati dopo la cancellazione dell'edificio ovale per negozi dal design incongruo nel 1931, mentre le due ali commerciali a est dell'International Building furono progettate in seguito. Le basse strutture rettangolari che sostituirono l'edificio ovale furono considerate più adatte al design del viale. L'attuale tema internazionale fu deciso a causa della mancanza di inquilini americani disposti ad affittare lì; alla fine, le strutture furono occupate da interessi britannici, francesi e italiani, sebbene gli interessi italiani fossero alla fine gli unici inquilini stranieri ad affittare a lungo termine.

#### Altri edifici
La torre di 36 piani al 1 Rockefeller Plaza, sul lato est della piazza tra la 48ª e la 49ª strada, è l'originale Time & Life Building che fu inaugurato nell'aprile del 1937. La Time Inc. stessa non si trasferì nell'edificio per un altro anno dopo il suo completamento.
10 Rockefeller Plaza si trova di fronte a 1 Rockefeller, sul lato ovest della piazza. Il suo nome di pianificazione era Holland House, ma il governo olandese non firmò, quindi l'edificio divenne invece Eastern Air Lines Building. 10 Rockefeller fu costruito come una lastra di 16 piani, fondamentalmente una versione in miniatura di 1 Rockefeller.
50 Rockefeller Plaza, precedentemente l'Associated Press Building, si trova sul lato ovest di Rockefeller Plaza tra la 50ª e la 51ª strada. Fu costruito nella primavera del 1938.
Il 600 Fifth Avenue si trova all'angolo tra la Fifth Avenue e la 48th Street ed è stato costruito dopo gli altri edifici del complesso principale, inaugurato nel 1952. La torre di 28 piani era un tempo conosciuta anche come Sinclair Oil Building e Manufacturers Hanover Trust Company Building.

### Edifici in più

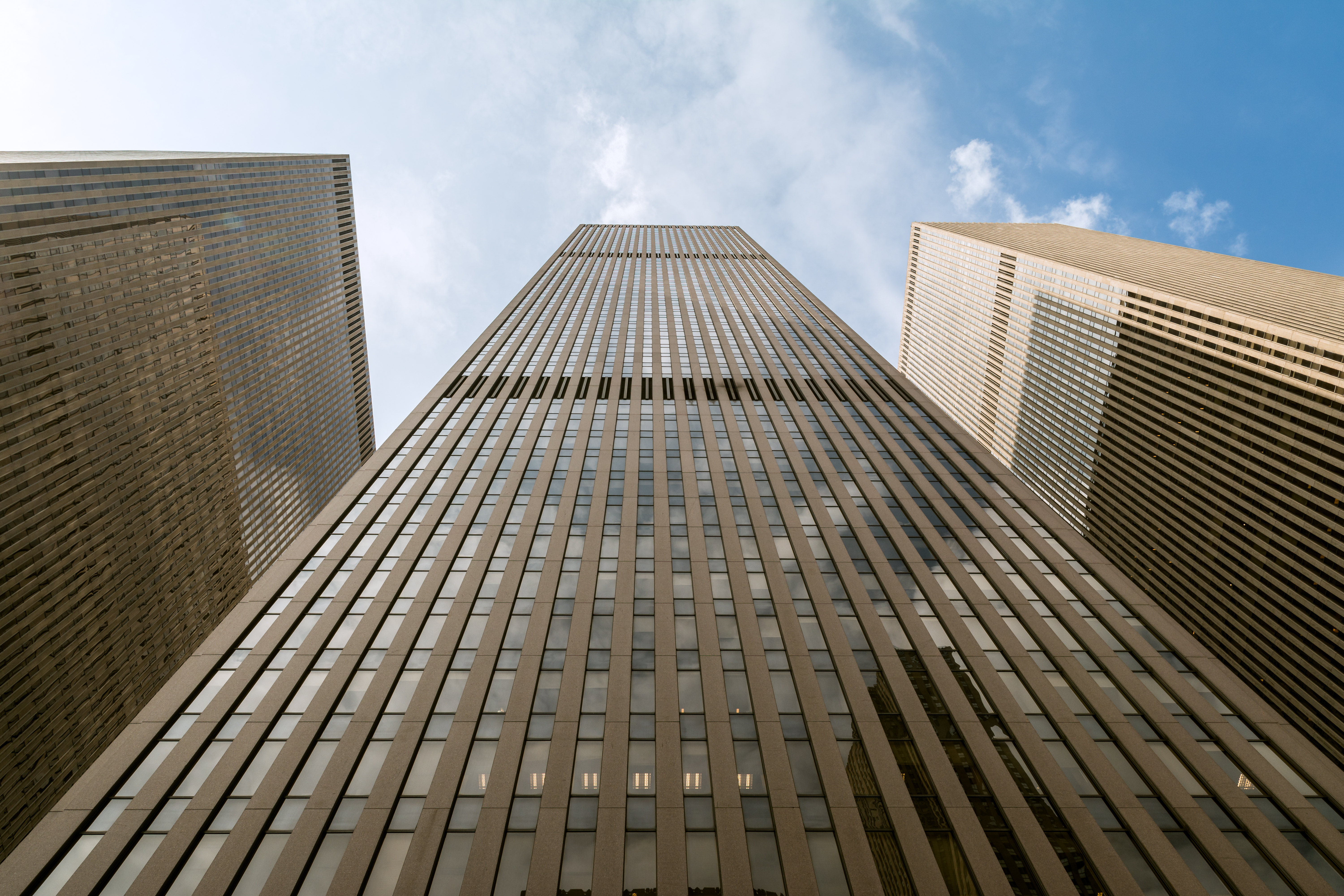
Guardando verso l'alto la facciata di 1221 Avenue of the Americas. 1211 e 1251 sono visibili rispettivamente a sinistra e a destra.

Gli edifici aggiunti successivamente appartengono separatamente a più proprietari. Il primo edificio successivo ad essere costruito fu il 75 Rockefeller Plaza, sulla 51ª Strada, all'estremità nord del complesso, e fu costruito nel 1947. L'edificio presenta una base bassa a livello dei tetti degli edifici bassi sulla 51ª e 52ª Strada, nonché un'alta lastra che si erge dalla base, allineata in direzione nord-sud. Originariamente fu costruito privatamente, ma la proprietà fu trasferita al Rockefeller Center nel febbraio 1947. L'edificio di 33 piani, alto 120 metri, era originariamente chiamato Esso Building.
Gli altri quattro edifici furono costruiti come parte di un unico progetto sul lato ovest della Sesta Avenue tra la 47a e la 51a strada. Eretti dal 1958 al 1974, furono tutti costruiti dalla stessa ditta, Harrison, Abramovitz & Harris. Il progetto da 300 milioni di dollari faceva parte di un'iniziativa per convincere grandi aziende come Celanese Corporation, McGraw-Hill, Exxon e Time Inc. a investire nel centro.
- 1211 Avenue of the Americas, l'ex Celanese Building, si trova tra la 47a e la 48a strada. La torre alta 180 m è stata inaugurata nel 1974.[32]
- 1221 Avenue of the Americas, l'ex McGraw-Hill Building, si trova tra la 48ª e la 49ª strada. L'edificio alto 205 m è stato inaugurato nel 1973.[33]
- 1251 Avenue of the Americas, l'ex Exxon Building, si trova tra la 49a e la 50a strada. Questo edificio alto 230 m è stato costruito dal 1967 al 1971.[34]
- 1271 Avenue of the Americas, l'ex Time & Life Building, si trova tra la 50ª e la 51ª strada.[35]

## Elementi culturali

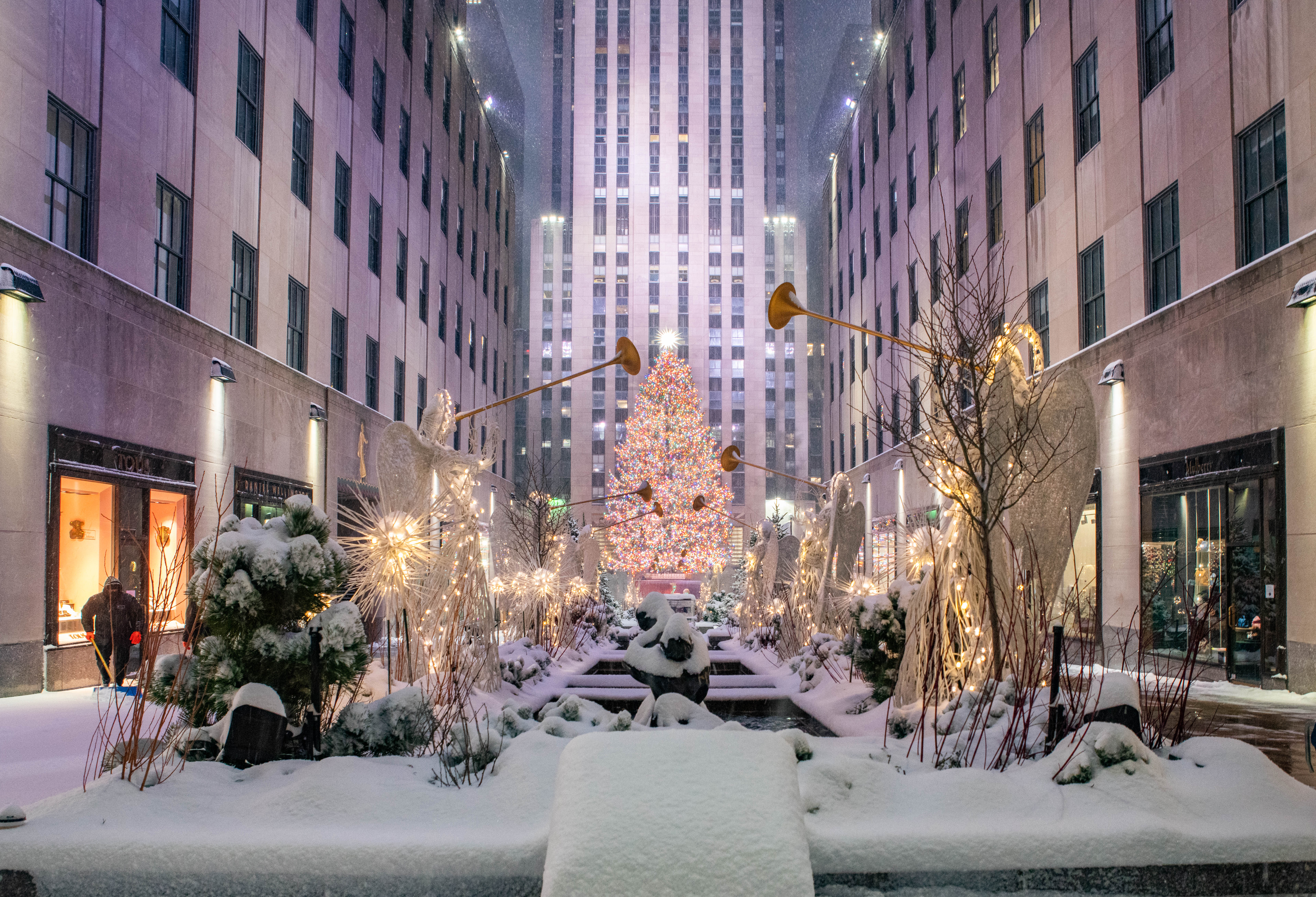
L'albero di Natale del Rockefeller Center viene posizionato ogni anno al Rockefeller Center alla fine di novembre.

### Lower Plaza
Di fronte al 30 Rock si trova la Lower Plaza, situata proprio al centro del complesso e al di sotto del livello del suolo. La piazza centrale faceva parte dei progetti per il Metropolitan Opera House, poi cancellato. Sebbene il teatro dell'opera fosse stato cancellato nel 1929, la piazza fu mantenuta nei progetti successivi. In origine, la piazza sarebbe stata situata a livello del suolo con una passeggiata chiamata Channel Gardens, che conduceva verso ovest dalla Fifth Avenue alla piazza.
L'ingresso principale della piazza è attraverso i Channel Gardens, una passeggiata pedonale alberata larga 18 metri e lunga 61 metri che corre verso ovest dalla Fifth Avenue tra il British Empire Building e La Maison Francaise. La passeggiata in forte pendenza era originariamente dotata di sei strette vasche al centro dello spazio, ciascuna circondata da siepi. Le vasche sono sormontate da fontane progettate da René Chambellan, ognuna delle quali rappresenta un attributo diverso: leadership, volontà, pensiero, immaginazione, energia e prontezza. Chambellan progettò anche le coperture degli scarichi delle fontane con varie raffigurazioni in bronzo di creature marine come tartarughe e granchi.
L'estremità occidentale della piazza contiene il capolavoro del 1934 di Paul Manship, Prometeo. La statua si trova in una vasca di fontana di 18,3 per 4,9 m di fronte a un muro rettangolare grigio.
Gran parte della sezione esterna della piazza è occupata da una pista di pattinaggio sul ghiaccio. Installata nel 1936, sostituì uno spazio commerciale non redditizio che era stato costruito come parte del centro originale. Originariamente concepita come una misura "temporanea", la pista divenne immediatamente un'attrazione turistica fin dall'apertura, diventando una delle piste di pattinaggio più famose al mondo negli anni successivi.
I lati nord, sud e est della piazza sono circondati da un percorso pedonale che si trova diversi gradini sotto il livello stradale, con scalinate alle estremità ovest e all'ingresso della piazza, dai Channel Gardens. Circa 200 pennoni circondano il perimetro della piazza a livello del suolo, installati a intervalli regolari lungo il percorso pedonale e lungo Rockefeller Plaza.

### Rockefeller Plaza

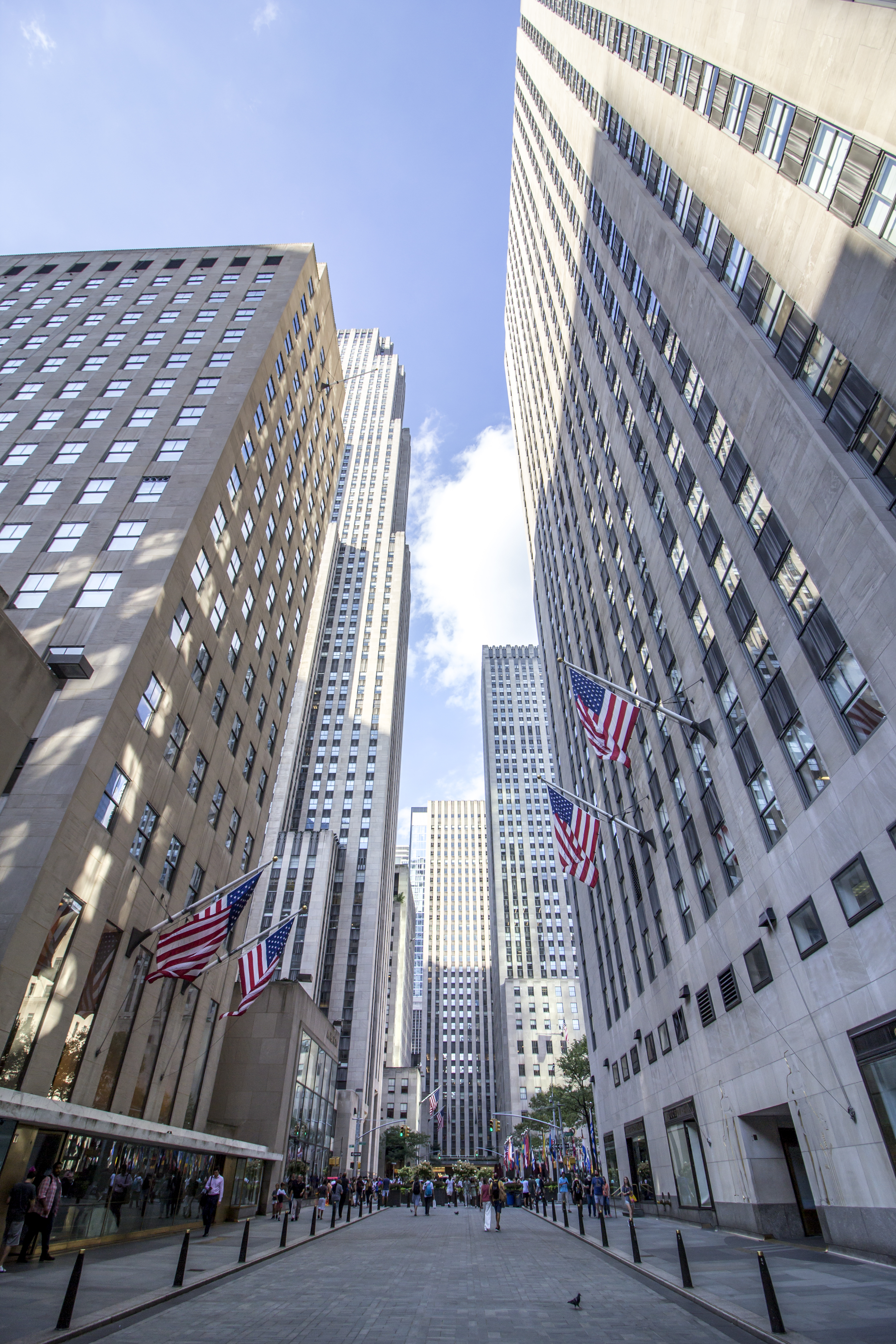
Rockefeller Plaza

Rockefeller Plaza è una strada pedonale che attraversa il complesso, parallela alla Quinta e alla Sesta Avenue. Questa strada faceva parte anche dei progetti originali per il Metropolitan Opera, e Benjamin Morris originariamente intendeva che la strada si estendesse dalla 42ª alla 59ª strada. Fu costruito solo il tratto di 220 metri tra la 48ª e la 51ª strada, e la strada fu aperta nella sua interezza entro il 1937. Alla strada fu dato il nome di "Rockefeller Plaza" nel 1933, nonostante la potenziale confusione con la Lower Plaza, perché si credeva che la "Plaza" nel nome della strada avrebbe enfatizzato la sua "unità spaziale" con la Lower Plaza e i Channel Gardens.
Come la maggior parte delle strade numerate di Manhattan, Rockefeller Plaza è larga 9,1 metri con marciapiedi su entrambi i lati della superficie asfaltata. Tuttavia, i marciapiedi sono molto più ampi rispetto alle strade tipiche. Inoltre, Rockefeller Plaza è sostenuta da uno scheletro in acciaio a più livelli sottostante, che ospita il centro commerciale sotterraneo, i magazzini e il centro di spedizione e carico del complesso.

### Giardini sui tetti

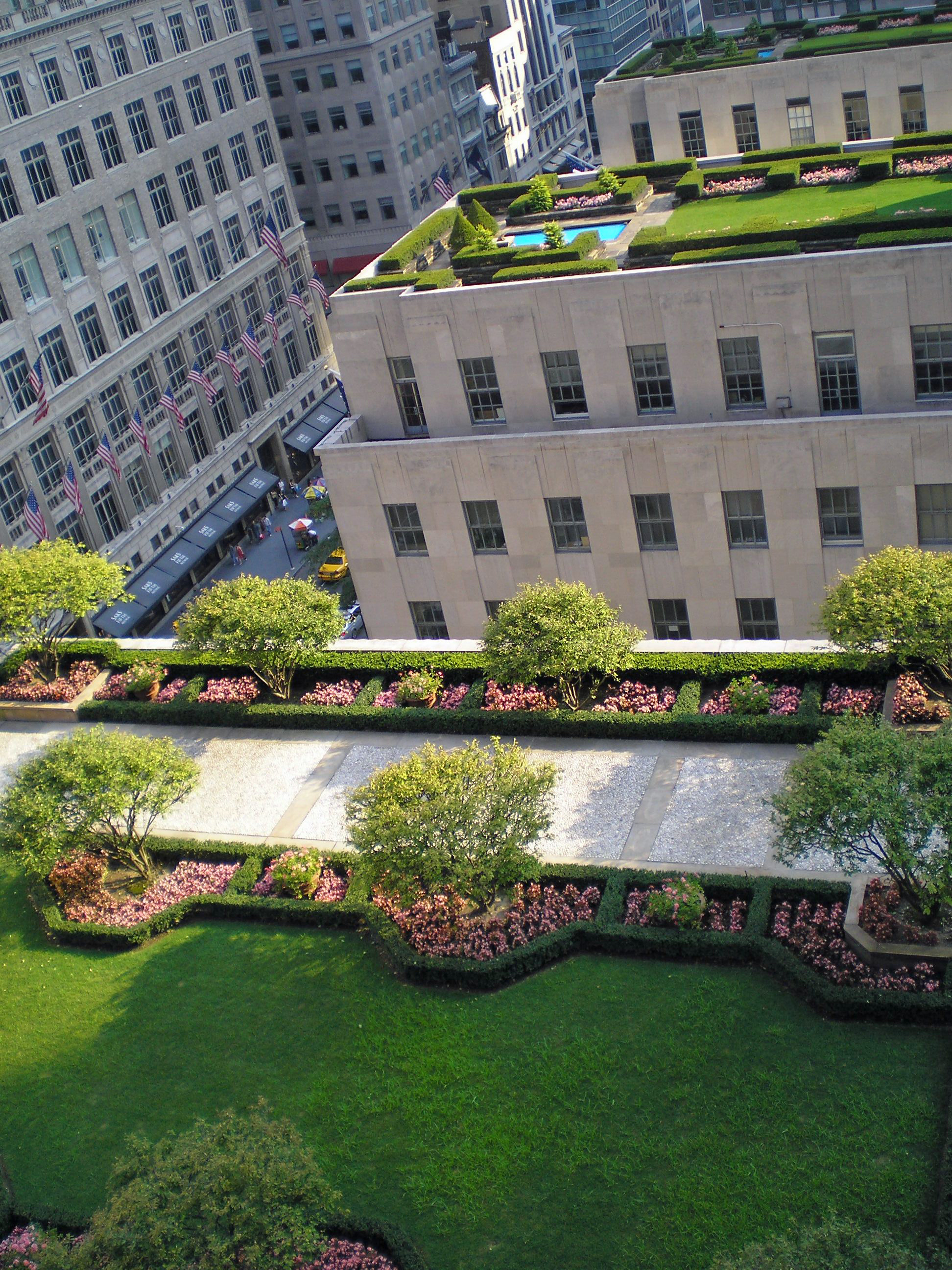
Giardini sui tetti dell'International Complex del Rockefeller Center, visti dall'International Building

I giardini sui tetti del Rockefeller Center furono progettati da Ralph Hancock e Raymond Hood. Nacquero perché sia Hood che Todd credevano che i giardini pensili avrebbero esaltato la bellezza del complesso; in particolare, Hood paragonò la presenza di giardini pensili alle piante intorno a una casa. In origine, i giardini avrebbero dovuto essere tutti interconnessi tramite ponti tra i tetti di ciascun edificio. Tuttavia, dopo la morte di Hood nel 1935, il progetto dei giardini fallì, poiché la maggior parte degli edifici finali del complesso furono costruiti senza disposizioni per i giardini. Il tetto del quindicesimo piano dell'Associated Press Building, così come la posizione isolata dell'International Building e l'elevato costo di questi giardini, resero questo sistema irrealizzabile. Alla fine, i giardini furono installati al 10 Rockefeller Plaza; al 30 Rockefeller Plaza; nei quattro edifici commerciali a tema internazionale; nel Center Theatre; e nel Radio City Music Hall.
Il più grande e grandioso dei giardini era il "Giardino delle Nazioni" (in alternativa "Giardini delle Nazioni") di 0,30 ettari, che fu installato sul tetto dell'undicesimo piano del 30 Rockefeller Plaza e inaugurato nell'aprile del 1935. Lo sforzo di costruzione coinvolse 3.000 tonnellate corte (2.700 tonnellate lunghe) di terra; 100 tonnellate corte (89 tonnellate lunghe) di roccia proveniente da luoghi lontani come l'Inghilterra; 100.000 mattoni; 2.000 alberi e arbusti; 4.000 piccole piante; e 20.000 bulbi per i fiori. In origine erano composti da tredici giardini specifici per nazione i cui layout erano ispirati ai giardini dei rispettivi paesi che rappresentavano. Ciascuno dei giardini a tema nazionale era separato da barriere.